# Idaea ochreata
Idaea ochreata là một loài bướm đêm trong họ Geometridae.